# Badminton-Weltmeisterschaft 1978
Die Badminton-Weltmeisterschaft 1978 fand vom 4. bis 7. November 1978 in Bangkok, Thailand, statt. Es war die erste Weltmeisterschaft des kleineren Badminton-Weltverbandes WBF, welchem jedoch mit China eines der bedeutendsten Länder des Badmintonsports angehörte. Der traditionsreichere Weltverband IBF hatte bereits 1977 seine ersten Titelkämpfe ausgerichtet. Zur zweiten WM der IBF 1980 vereinigte sich die WBF mit der IBF unter deren Dach, nicht ohne dass die WBF 1979 noch ihre zweiten Titelkämpfe durchführte.

## Teilnehmende Nationen
| - Bangladesch - Birma - Brunei - Volksrepublik China - Hongkong - Iran - Kenia - Nepal | - Nigeria - Nordkorea - Pakistan - Philippinen - Singapur - Sri Lanka - Südkorea - Tansania - Thailand |

## Medaillengewinner
| Disziplin    | Gold                                              | Silber                                 | Bronze                                   |
| ------------ | ------------------------------------------------- | -------------------------------------- | ---------------------------------------- |
| Herreneinzel | Yu Yaodong                                        | Han Jian                               | Udom Luangpetcharaporn                   |
| Herreneinzel | Yu Yaodong                                        | Han Jian                               | Luan Jin                                 |
| Dameneinzel  | Zhang Ailing                                      | Sirisriro Patama                       | Li Fang                                  |
| Dameneinzel  | Zhang Ailing                                      | Sirisriro Patama                       | Song Hyang-sun                           |
| Herrendoppel | Yu Yaodong Hou Jiachang                           | Sarit Pisudchaikul Sawei Chanseorasmee | Pichai Kongsirithavorn Preecha Sopajaree |
| Herrendoppel | Yu Yaodong Hou Jiachang                           | Sarit Pisudchaikul Sawei Chanseorasmee | Javed Iqbal Tariq Wadood                 |
| Damendoppel  | Li Fang Zhang Ailing                              | Zheng Huiming Qiu Yufang               | Sirisriro Patama Suleeporn Jittariyakul  |
| Damendoppel  | Li Fang Zhang Ailing                              | Zheng Huiming Qiu Yufang               | Oh Yeon-han Song Hyan-soon               |
| Mixed        | Pichai Kongsirithavorn Petchroong Liengtrakulngam | Preecha Sopajaree Porntip Buntanon     | Han Jian Qiu Yufang                      |
| Mixed        | Pichai Kongsirithavorn Petchroong Liengtrakulngam | Preecha Sopajaree Porntip Buntanon     | Fu Hon Ping Lee Kam Wah                  |

## Halbfinalresultate
| Disziplin    | Sieger                                            | Finalist                                 | Ergebnis          |
| ------------ | ------------------------------------------------- | ---------------------------------------- | ----------------- |
| Herreneinzel | Yu Yaodong                                        | Udom Luangpetcharaporn                   | 15–4, 15–5        |
| Herreneinzel | Han Jian                                          | Luan Jin                                 |                   |
| Dameneinzel  | Sirisriro Patama                                  | Song Hyang-sun                           | 11–6, 5–11, 11–4  |
| Dameneinzel  | Zhang Ailing                                      | Li Fang                                  | 11–6, 11–8        |
| Herrendoppel | Hou Jiachang Yu Yaodong                           | Javed Iqbal Tariq Wadood                 | 7–15, 15–8, 15–1  |
| Herrendoppel | Sawei Chanseorasmee Sarit Pisudchaikul            | Pichai Kongsirithavorn Preecha Sopajaree | 15–3, 17–15       |
| Damendoppel  | Li Fang Zhang Ailing                              | Sirisriro Patama Suleeporn Jittariyakul  | 15–8, 15–9        |
| Damendoppel  | Zheng Huiming Qiu Yufang                          | Oh Yeon-han Song Hyan-soon               | 15–9, 15–5        |
| Mixed        | Pichai Kongsirithavorn Petchroong Liengtrakulngam | Han Jian Qiu Yufang                      | 15–4, 15–6        |
| Mixed        | Preecha Sopajaree Porntip Buntanon                | Fu Hon Ping Lee Kam Wah                  | 15–9, 11–15, 15–7 |

## Finalergebnisse
| Disziplin    | Sieger                                            | Finalist                               | Ergebnis          |
| ------------ | ------------------------------------------------- | -------------------------------------- | ----------------- |
| Herreneinzel | Yu Yaodong                                        | Han Jian                               | 15-11, 15-11      |
| Dameneinzel  | Zhang Ailing                                      | Sirisriro Patama                       | 11-4, 11-4        |
| Herrendoppel | Yu Yaodong Hou Jiachang                           | Sarit Pisudchaikul Sawei Chanseorasmee | 18-15, 15-12      |
| Damendoppel  | Li Fang Zhang Ailing                              | Zheng Huiming Qiu Yufang               | 5-15, 15–9, 15-10 |
| Mixed        | Pichai Kongsirithavorn Petchroong Liengtrakulngam | Preecha Sopajaree Porntip Buntanon     | 15-4, 1-15, 17-14 |